# Domite
La domite est la roche volcanique qui compose les volcans de la chaîne des Puys, dont le puy de Dôme. C'est une roche blanchâtre, d'aspect crayeux, à rares phénocristaux. Elle contient des minéraux du type sanidine, biotite brun clair, quelquefois amphibole, et un excès de silice sous forme de cristobalite et de tridymite. Il s'agit d'une variété de trachyte sub-alcalin, et pour certains échantillons issus d'une lave moins évoluée magmatiquement, de trachy-andésite.
L'appellation « domite » n'est qu'à usage local. Les pétrologues n'utilisent pour l'essentiel que le terme officiel issu de la classification des roches volcaniques, dans le cas présent, quasi uniquement celui de trachyte.